# Tropidodipsas sartorii
Espèce
Synonymes
- Galedon annularis Jan, 1863
- Leptognathus dumerilii Jan, 1863
- Geophis annulatus Peters, 1870
- Leptognathus sexcutatus Bocourt, 1884
- Leptognathus leucostomus Bocourt, 1884
- Leptognathus semicinctus Bocourt, 1884
- Leptognathus bernoullii Müller, 1887
- Leptognathus cuculliceps Müller, 1887
- Tropidodipsas macdougalli Smith, 1943

Statut de conservation UICN

 LC  : Préoccupation mineure
Tropidodipsas sartorii  est une espèce de serpents de la famille des Dipsadidae.

## Répartition
Cette espèce se rencontre :
- au Mexique dans les États du Chiapas, du Yucatán, de Campeche, de Quintana Roo, de Tabasco, de San Luis Potosí, de Nuevo León, de Tamaulipas et de Querétaro ;
- au Guatemala ;
- au Belize ;
- au Honduras ;
- au Nicaragua ;
- au Salvador ;
- au Costa Rica.

## Liste des sous-espèces
Selon The Reptile Database (28 août 2013) :
- Tropidodipsas sartorii macdougalli Smith, 1943
- Tropidodipsas sartorii sartorii Cope, 1863

## Étymologie
Cette espèce est nommée en l'honneur de Christian Carl Wilhem Sartorius (1796–1872).

## Publications originales
- Cope, 1864 "1863" : Descriptions of new American Squamata in the Museum of the Smtihsonian Institution. Proceedings of the Academy of Natural Sciences of Philadelphia, vol. 15, p. 100-106 (texte intégral).
- Smith, 1943 : A new snake of the genus Tropidodipsas from Mexico. Journal of the Washington Academy of Sciences, vol. 33, p. 371-373 (texte intégral).